# Göpfersdorf
Pour les articles homonymes, voir Göpfert.
Göpfersdorf  est une commune allemande de l'est du land de Thuringe située dans l'arrondissement du Pays-d'Altenbourg. Göpfersdorf fait partie de la Communauté d'administration de la Wiera.

## Géographie

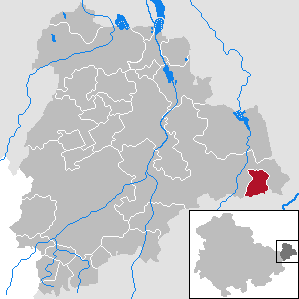
Localisation de la commune dans l'arrondissement

Göpfersdorf est située à l'est de l'arrondissement, au sud de la forêt de la Leina, à la limite avec l'arrondissement de Zwickau (Saxe), à 16 km au sud-est d'Altenbourg, le chef-lieud e l'arrondissement. Elle regroupe le village de Göpfersdorf et celui de Garbisdorf.
Communes limitrophes (en commençant par le nord et dans le sens des aiguilles d'une montre) : Frohnsdorf, Jückelberg, Waldenburg et Ziegelheim.

## Histoire
Göpfersdorf a été mentionné pour la première fois par écrit en 1336. L'église de Göpfersdorf, de style gothique tardif, est mentionnée en 1413 dans un document de fondation de l'abbaye Saint-Georges d'Altenbourg. Les deux villages faisaient autrefois du duché de Saxe-Altenbourg.

## Monuments
- Quellenhof: grande ferme du XVIe siècle à colombages typiques d'Altenbourg, servant de centre culturel et d'expositions ; jardin également protégé, galerie Pferdestall (de l'Écurie), à Garbisdorf
- Alter Pferdestall; bâtiment de 1751 (anciennes écuries)
- Église de Görpersdorf et son orgue de Hesse de 1829
- Église Sainte-Catherine de Garbisdorf
- Nombreuses maisons à colombages typiques

## Galerie

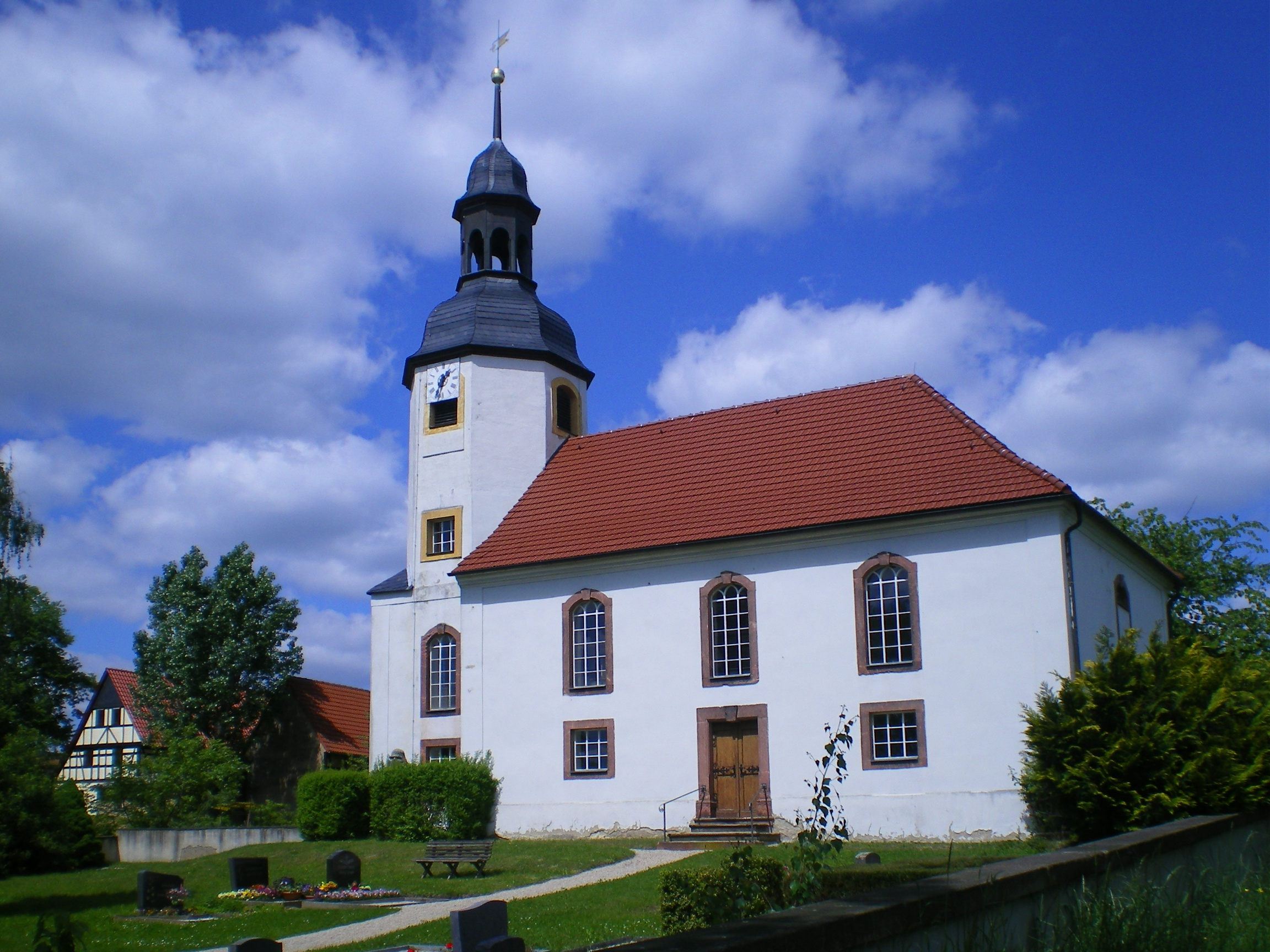
Vue de l'église Sainte-Catherine de Garbisdorf
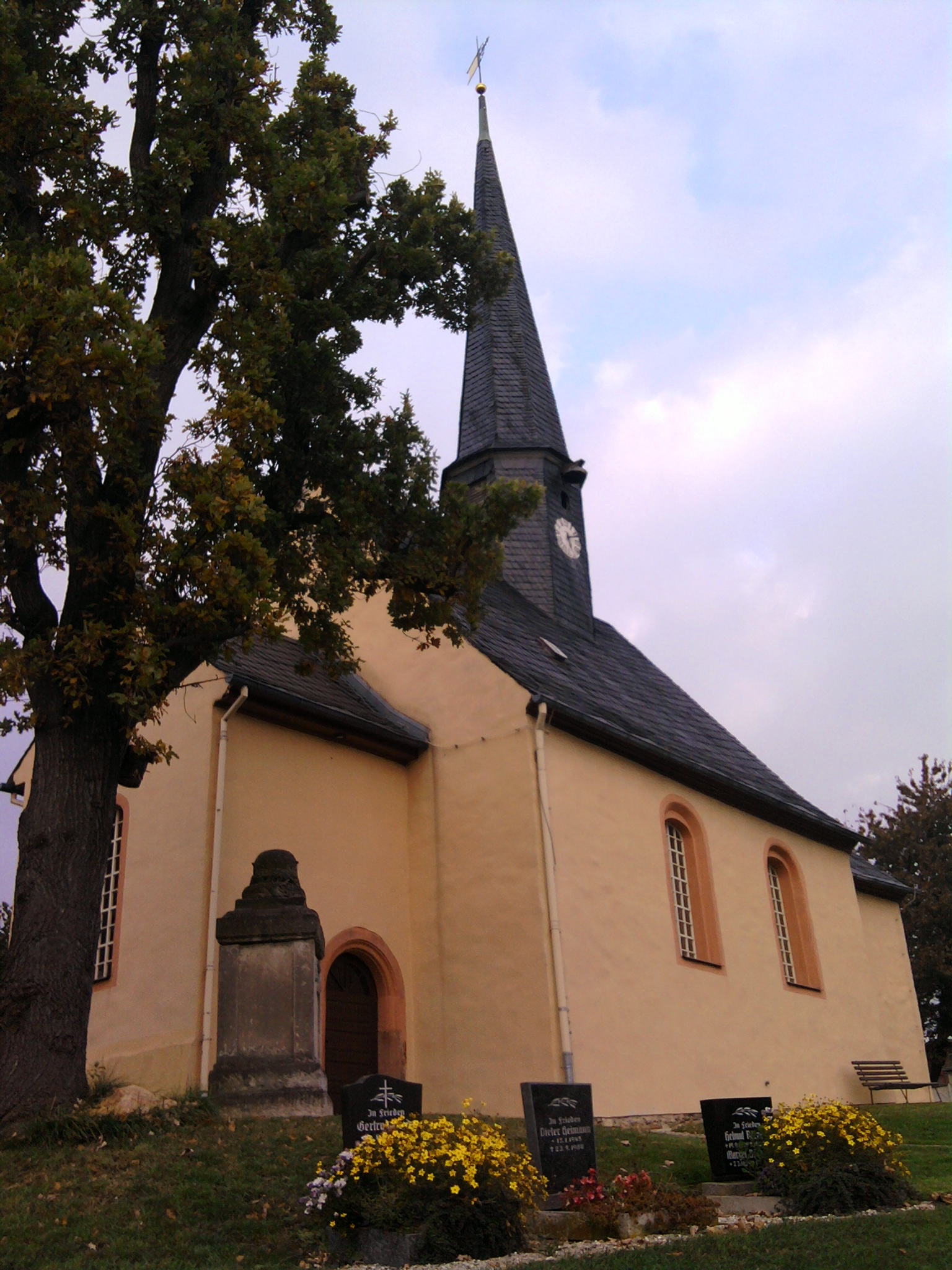
Vue de l'église de Göpfersdorf
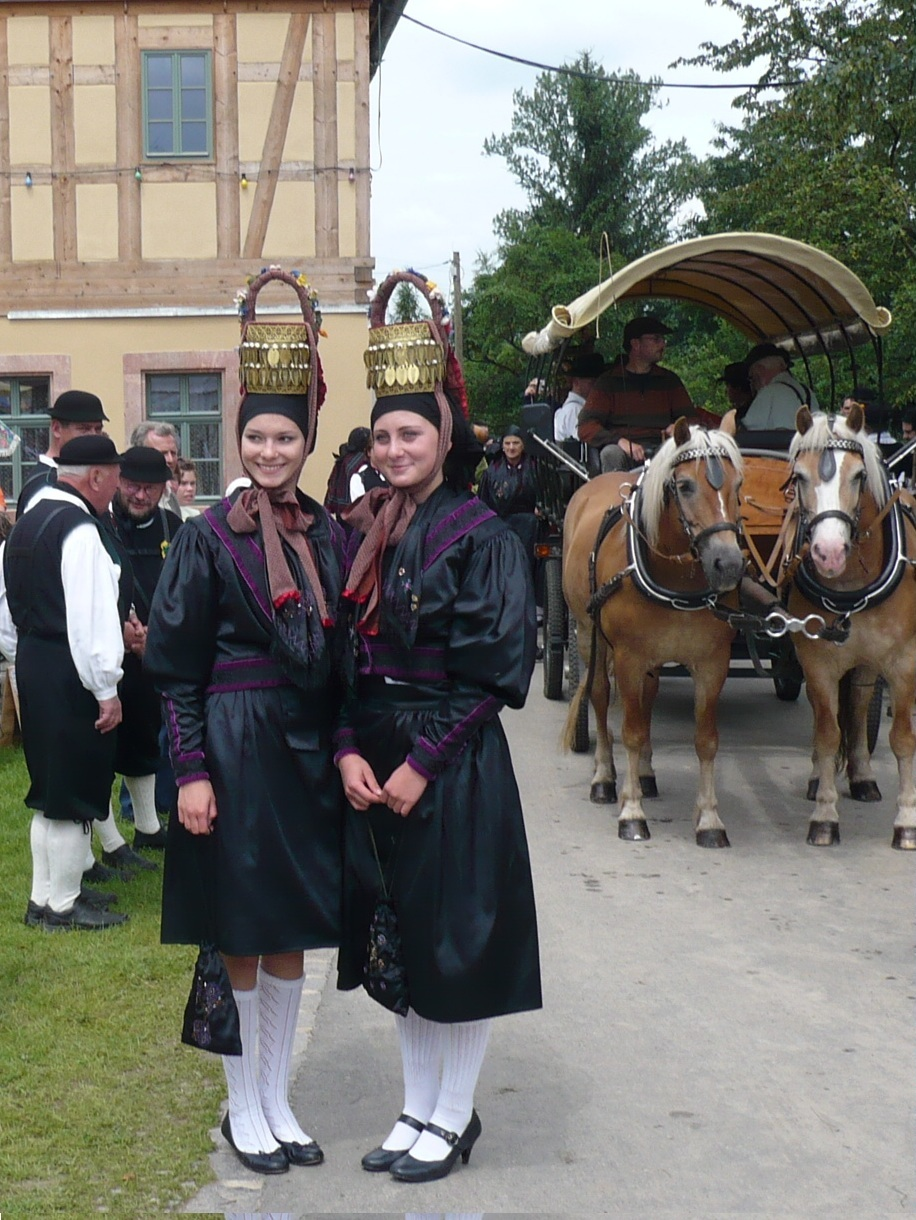
Jeunes filles en costume d'Altenbourg

## Démographie
Commune de Göpfersdorf : 
| 1910 | 1933 | 1939 | 1995 | 2000 | 2005 | 2010 |
| ---- | ---- | ---- | ---- | ---- | ---- | ---- |
| 385  | 302  | 309  | 225  | 223  | 231  | 237  |